# Clube Monte Líbano
O Clube Monte Líbano de Belém é uma associação privada da sociedade líbano-brasileira, fundado em 12 de setembro de 1946, sediado na cidade brasileira de Belém (estado do Pará), situado no bairro do Marco em uma área de 22 mil metros quadrados. Atualmente comandada pelo cônsul honorário do Líbano, Makram Said.
O clube anualmente participa do concurso carnavalesco paraense Rainha das Rainhas. Sendo vitorioso nos anos de 1994 e 1998, respectivamente com as candidatas Maria Magarete Reis Barbosa (tema "Brilho e Luz do Taj Mahal") e Luciana Elke Duarte de Athayde (tema "Shiva a Deusa do Bem e do Mal").

## Libaneses no Brasil
Em 1876, visitou o Líbano o então imperador brasileiro Dom Pedro II (admirador da cultura árabe), acompanhado de Teresa Cristina e autoridades. Fortalecendo a relação entre os países e, deste momento em diante mais imigrantes se instalaram em terras brasileiras, atraídos pelo marketing do imperador, e as crises que ocorreram no Império Otomano na década de 1880.

A partir de hoje começa um mundo novo (Líbano, Síria, Israel, Cisjordânia, Egito e Sudão). O Líbano ergue-se diante de mim com seus cimos nevados, seu aspecto severo, como convém a essa sentinela da Terra Santa. Folha de S.Paulo
Atualmente de acordo com o Programa das Nações Unidas para o Desenvolvimento (PNUD) há cerca de 12 milhões de libaneses no Brasil (há menos no Libano que no Brasil). E em 2010, como resultado desta relação foi instituido o Dia dos Libaneses no Brasil, celebrado em 22 de novembro (data da independência do Líbano em relação à França em 1943).

O estado do Pará é um dos quatro brasileiros que mais receberam imigrantes do Líbano, com São Paulo em primeiro, seguido por Rio de Janeiro e Minas Gerais. Na região vivem cerca de 400 mil libaneses e/ou descendentes. Que participaramm da formação da sociedade local e brasileira nas áreas da: política; comércio; indústria, e; medicina.